# بچه رزماری (رمان)
بچه رزماری (به انگلیسی: Rosemary's Baby) یک رمان ترسناک از آیرا لوین نویسنده آمریکایی است که در ۱۹۶۷ منتشر شد. این دومین کتابی بود که به قلم او منتشر شد و با فروش بیش از ۴ میلیون نسخه توانست به پرفروش‌ترین رمان ترسناک دهه ۱۹۶۰ تبدیل شود. اقبال بالای رمان سبب رونق بازار داستانهای ترسناک شد و نشان داد که رمان ترسناک می‌تواند موفقیت تجاری خوبی داشته باشد.

## خلاصه داستان
رزماری وودهاوس شخصیت محوری این رمان است. او زن جوانی است که همراه با همسرش گای وودهاوس به آپارتمانی قدیمی به نام برامفورد در نیویورک نقل مکان می‌کند. شوهرش بازیگر است اما تاکنون فقط در دو تئاتر و چند فیلم تبلیغاتی تلویزیونی ظاهر شده‌است. به این زوج هشدار داده می‌شود که ساختمان برامفورد سابقه خوبی ندارد و قبلاً در آنجا چندین قتل و اعمال جادوگری رخ داده‌است. اما آن‌ها این هشدار را نادیده می‌گیرند. رزماری دلش بچه می‌خواهد اما گای ترجیح می‌دهد مدتی صبر کنند تا وضعیت حرفه‌ای او تثبیت شود.
در بدو ورود آن‌ها به برامفورد، مورد استقبال همسایه‌های واحد کناری قرار می‌گیرند که یک زوج مسن به نام مینی و رومن کاستاوت هستند. رزماری آن‌ها را افرادی گیج و پوچ می‌بیند اما گای به سرعت باب ملاقاتهای پیاپی با آن‌ها را باز می‌کند. طی رویدادی عجیب ناگهان رقیب کاری گای، بینایی‌اش را از دست داده و گای موفق می‌شود نقش او را در تئاتر تصاحب کند. در کمال شگفتی ناگهان گای تغییر عقیده داده و با رزماری موافقت می‌کند که اولین فرزندشان را به دنیا بیاورند…

## نظرات
چری وایلدر گفت: «بچه رزماری یکی از کامل‌ترین داستانهای ژانر وحشت است که تاکنون نوشته شده‌است.» گری ویلیام کرافورد محقق ژانر وحشت، بچه رزماری را «یک شاهکار واقعی» نامید. دیوید پرینگل بچه رزماری را چنین توصیف کرد: «این رمان ترسناک، رندانه، اغوا کننده و بدون نقص نوشته شده‌است… یک داستان نگاشته شده با مهارت، یک کتاب نمایشنامه‌ای که در آن تمام جزئیات فیزیکی و خط گفتگوها مهم است.»

## اقتباس‌ها
در سال ۱۹۶۸ فیلمی بر پایه این رمان و با همین نام ساخته شد و میا فارو، جان کاساوتیس، روث گوردون و سیدنی بلکمر در آن بازی کردند. روث گوردون توانست جایزه اسکار بهترین بازیگر نقش مکمل زن را به دست بیاورد و رومن پولانسکی کارگردان فیلم بچه رزماری در رشته بهترین فیلمنامه اقتباسی نامزد اسکار شد.
در سال ۲۰۱۴ یک مینی سریال بر اساس این رمان ساخته شد و زوئی سالدانیا نقش رزماری را ایفا کرد.
مینی سریال در دو بخش و در روز مادر همان سال از شبکه ان‌بی‌سی پخش شد.

## دنباله
سی سال پس از انتشار این کتاب و در سال ۱۹۹۷ آیرا لوین، دنباله این رمان را با نام پسر رزماری به چاپ رساند و آن را به میا فارو تقدیم کرد.

## سانسور
در زمان دیکتاتوری اسپانیا، ترجمه اسپانیایی این کتاب سانسور شد. سانسورکنندگان مدعی بودند که بخشهای سانسور شده چهره شیطان را درخشان نشان می‌دادند. از آن پس تاکنون نسخه‌های اسپانیایی این کتاب همچنان به صورت سانسور شده به چاپ می‌رسند.

## برابرها
1. ↑  Rosemary Woodhouse
2. ↑  Guy Woodhouse
3. ↑  Bramford
4. ↑  Minnie
5. ↑  Roman Castevet
6. ↑  Cherry Wilder
7. ↑  Gary William Crawford
8. ↑  David Pringle